# 横浜市交通局500型電車
横浜市交通局500型電車（よこはましこうつうきょく500がたでんしゃ）は、かつて横浜市交通局が所有していた路面電車である横浜市電の電車。

## 概要
1928年（昭和3年）に東京瓦斯電気・蒲田車両・雨宮製作所で20両ずつ作られた半鋼製単車。メーカーごとに車体や機器の一部に差異があった。横浜市電の戦前の代表車といえる車両。520は車内騒音軽減を狙い弾性車輪のテストが行われたことがあるが、ほとんど効果が無かったので不採用となっている。

## 運用
単車の割にモーターの出力が大きいので主に登坂線で使用されたが整備不良のためのモーター焼けが多かった。戦災で15両が全焼し600型として復旧した。1968年までの約40年間活躍した。

## 保存
廃車時には9両が保存されたが他の路面電車の保存車と同じように荒廃が進み現在は横浜市電保存館の523号車のみが現存する。この523号車は戦災復興時に改番が行われており旧車号は521であった。また市電保存館のハマジオラマの案内カウンターは当系列がモチーフとなっている。